# 마그다 아파노비치
마그다 아파노비치(Magda Apanowicz, 1985년 11월 8일 ~ )는 캐나다의 배우이다.

## 출연 작품
- 볼리션: 미래를 보는 자 (2019)
- 그린 인페르노 (2015)
- 어 리즌 (2014)
- 데드 소울즈 (2012)
- 12 디재스터 (2012)
- 스노우 아마겟돈 (2011)
- 헬캐츠 (2010)
- 본드 오브 사일런스 (2010)
- 카프리카 (2010)
- 안드로메다의 위기 (2008)
- 나비 효과 (2004)
- 콜드 스쿼드 (1998)